# Juventus Stadium
El Juventus Stadium és un estadi de futbol de la ciutat italiana de Torí, capital del Piemont. El seu propietari és el Juventus Football Club, sent el primer club italià en tenir un estadi en propietat. Va ser inaugurat per a la temporada 2011/12.

## Història
El 18 de març del 2008 el consell d'administració del Juventus va aprovar la realització d'un nou estadi al mateix lloc on estava situat l'Stadio delle Alpi, amb un cost aproximat de 105.000.000 €.
El 21 de juny de 2011 es va iniciar la campanya d'abonats del Juventus per a la temporada 2011/12, la primera en el nou estadi del conjunt torinès.
La inauguració de l'estadi va tenir lloc el 8 de setembre del 2011, en què es va commemorar el 150è aniversari de la unificació d'Itàlia i es va homenatjar a la història del club. A més es va rendir tribut a les víctimes de la Tragèdia d'Heysel. El jugador bianconero Luca Toni va marcar el primer gol de la història del Juventus Stadium, en el partit inaugural que va enfrontar a la Juventus amb el Notts County anglès. El partit va finalitzar amb empat a un.
L'11 de setembre del 2011 es va disputar el primer partit oficial al Juventus Stadium. El partit va correspondre a la segona jornada de la temporada 2011/12 que va enfrontar a la Juventus contra el Parma, amb victòria per la Juventus per 4-1. El suís Stephan Lichtsteiner fou qui va marcar el primer gol en competició oficial en el nou estadi.

## Camp i grades
El Juventus Stadium és el principal recinte de la Juventus Football Club. Està situat a Cors Gaetano Scirea, a la ciutat de Torí. Va ser dissenyat pels estudis arquitectònics GAU i Shesa. Compta amb un aforament total per 41.507 espectadors. La inauguració de l'estadi va tenir lloc el 8 de setembre de 2011, coincidint amb les celebracions pel 150è Aniversari de la Unificació d'Itàlia. El futbolista bianconero Lucca Toni va tenir l'honor d'anotar el primer gol en el Juventus Stadium, en el partit inaugural que va enfrontar a la Juventus amb el Notts County. El partit va finalitzar amb empat a un. El primer partit oficial es va disputar l'11 de setembre de 2011, amb la victòria del club turinès per 4-1 sobre el Parma, en un partit vàlid per la segona jornada de la temporada 2011-12.
El 18 de març de 2008, la junta directiva del club va aprovar la construcció d'un nou estadi a la mateixa ubicació on estava situat l'Stadio delle Alpi. La inversió total va tenir un cost aproximat de 120.000.000 €. L'obra, dissenyada sota la coordinació dels arquitecte Gino Zavanella, Eloy Suárez i l'enginyer Massimo Majowecki, va ser llançat oficialment el 20 de novembre de 2008 a Lingotto, prevista amb una superfície total de 355.000 m² (dels quals 45.000 van ser utilitzats per l'estadi, 155.000 per l'àrea de serveis, 34.000 per a activitats comercials i 30.000 per a zones verdes). Tot l'edifici és de planta rectangular, està envoltat per dues estructures semielíptiques que alberguen restaurants i bars. L'accés a les tribunes es realitza a través dels ponts específics inclosos en els diferents sectors de l'estadi. Compta també amb llotges Vip – dissenyades per Pininfarina – amb vista al jardí.
L'estadi està dissenyat solament per a la pràctica del futbol, per la qual cosa no compta amb pista d'atletisme, el camp de joc es va reduir en prop de cinc metres per sota de les graderies i no hi ha barreres o separació física entre les tribunes i el camp. La part externa de l'estadi està coberta per 40.000 làmines d'alumini reflector i fluctuant, d'acord amb el dissenyador Giugiaro Fabrizio, donen la sensació d'una «bandera en moviment». El pes del sostre, dissenyat en un túnel de vent, està sostingut per mitjà de varetes de dos metres. El sostre és semitransparent amb la finalitat de garantir el pas de la llum suficient per al creixement de la gespa i al mateix temps per a la protecció dels espectadors del sol.

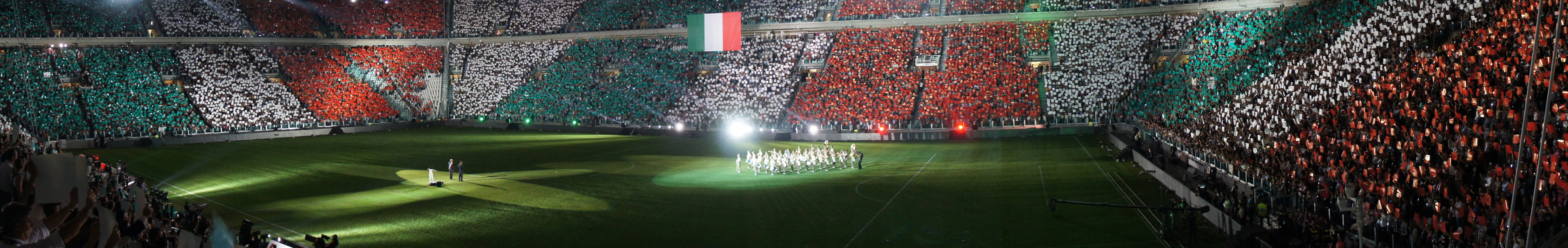
Vista panoràmica del Juventus Stadium durant la cerimònia d'inauguració.

## Centre d'entrenament
El Juventus Center és el centre esportiu de la Juventus, va ser inaugurat a l'agost de 2006 i està situat a la localitat de Vinovo, aproximadament a 14 quilòmetres al sud-oest de la ciutat de Torí. Va ser dissenyat per l'Estudi GAU i Shesa. El complex, un dels més moderns del món, té una superfície de 140.000 m², compta amb set camps de futbol de gespa natural i dos de gespa artificial (un d'ells cobert). El Juventus Center està format per dos edificis, a un dels edificis es troba una piscina, els vestidors, les sales de reunions del cos tècnic i un centre de fisioteràpia. A l'altre edifici es troba el centre de comunicacions del club, equipat amb una sala de premsa, una sala de conferències i la seu de Juventus TV.

## Museu
Dins de l'estadi està construït el Museo della Juventus (Museu de la Juventus), el qual serà un dels museus de futbol més importants del món. El museu disposa de diverses sales en les quals hi ha exposats tots els trofeus guanyats pel club i les samarretes dels jugadors més importants de la història de la Juve, a més de zones interactives, plenes de fotografies històriques del club torinès.
El 29 de maig del 2010, amb motiu del 25è aniversari de la Tragèdia d'Heysel, el president de la Juventus Andrea Agnelli va anunciar que hi haurà un espai a l'estadi dedicat a les víctimes d'aquesta tragèdia.

## Passeig de la fama
Als voltants de l'estadi hi ha un Walk of fame o Passeig de la fama amb el nom de cinquanta dels jugadors més importants de la història bianconera, que compten amb la seva pròpia estrella.
A continuació es llisten els jugadors de la Juventus que tenen estrella al Passeig de la Fama, triats pels aficionats a través del lloc web del club.
| Jugador              | Demarcació  | Temporades al club    | Partits | Gols | Trofeus |
| -------------------- | ----------- | --------------------- | ------- | ---- | ------- |
| Pietro Anastasi      | Davanter    | 1968-1976             | 303     | 131  |         |
| Roberto Baggio       | Davanter    | 1990-1995             | 200     | 115  |         |
| Romeo Benetti        | Migcampista | 1968-1969 i 1976-1979 | 159     | 23   |         |
| Roberto Bettega      | Davanter    | 1970-1983             | 481     | 178  |         |
| Carlo Bigatto        | Migcampista | 1913-1915 i 1920-1931 | 233     | 1    |         |
| Giampiero Boniperti  | Davanter    | 1946-1961             | 462     | 182  |         |
| Felice Borel         | Davanter    | 1932-1941 i 1942-1946 | 307     | 161  |         |
| Sergio Brio          | Defensa     | 1978-1990             | 378     | 24   |         |
| Gianluigi Buffon     | Porter      | 2001-2018 i 2019-2021 | 687     | 0    |         |
| Antonio Cabrini      | Defensa     | 1976-1989             | 440     | 53   |         |
| Umberto Caligaris    | Defensa     | 1928-1935             | 198     | 0    |         |
| Mauro Camoranesi     | Migcampista | 2002-2010             | 288     | 32   |         |
| Fabio Capello        | Migcampista | 1970-1976             | 239     | 41   |         |
| Franco Causio        | Migcampista | 1967-1968 i 1970-1981 | 447     | 72   |         |
| John Charles         | Davanter    | 1957-1962             | 178     | 105  |         |
| Gianpiero Combi      | Porter      | 1921-1934             | 367     | 0    |         |
| Antonio Conte        | Migcampista | 1991-2004             | 419     | 44   |         |
| Antonello Cuccureddu | Migcampista | 1969-1981             | 433     | 39   |         |
| Edgar Davids*        | Migcampista | 1997-2004             | 235     | 10   |         |
| Alessandro Del Piero | Davanter    | 1993-2012             | 705     | 290  |         |
| Luis del Sol         | Migcampista | 1962-1970             | 294     | 29   |         |
| Didier Deschamps     | Migcampista | 1994-1999             | 178     | 4    |         |
| Angelo Di Livio      | Migcampista | 1993-1999             | 269     | 6    |         |
| Ciro Ferrara         | Defensa     | 1994-2005             | 358     | 20   |         |
| Giuseppe Furino      | Migcampista | 1969-1984             | 528     | 19   |         |
| Claudio Gentile      | Defensa     | 1973-1984             | 414     | 10   |         |
| John Hansen          | Davanter    | 1948-1954             | 187     | 124  |         |
| Paolo Montero        | Defensa     | 1996-2005             | 278     | 6    |         |
| Pavel Nedvěd         | Migcampista | 2001-2009             | 327     | 65   |         |
| Raimundo Orsi        | Davanter    | 1929-1935             | 194     | 87   |         |
| Carlo Parola         | Defensa     | 1939-1954             | 340     | 11   |         |
| Angelo Peruzzi       | Porter      | 1991-1999             | 301     | 0    |         |
| Gianluca Pessotto    | Defensa     | 1995-2006             | 366     | 3    |         |
| Michel Platini       | Migcampista | 1982-1987             | 224     | 104  |         |
| Pietro Rava          | Defensa     | 1935-1946 i 1947-1950 | 330     | 15   |         |
| Fabrizio Ravanelli   | Davanter    | 1992-1996             | 160     | 68   |         |
| Virginio Rosetta     | Defensa     | 1923-1936             | 315     | 16   |         |
| Paolo Rossi          | Davanter    | 1973-1975 i 1981-1985 | 138     | 34   |         |
| Sandro Salvadore     | Defensa     | 1962-1974             | 450     | 17   |         |
| Gaetano Scirea       | Defensa     | 1974-1988             | 552     | 32   |         |
| Lucidio Sentimenti   | Porter      | 1942-1949             | 188     | 5    |         |
| Omar Sivori          | Davanter    | 1957-1965             | 253     | 167  |         |
| Alessio Tacchinardi  | Migcampista | 1994-2005             | 404     | 14   |         |
| Stefano Tacconi      | Porter      | 1983-1992             | 337     | 0    |         |
| Marco Tardelli       | Migcampista | 1975-1985             | 375     | 51   |         |
| Moreno Torricelli    | Defensa     | 1992-1998             | 230     | 3    |         |
| David Trezeguet      | Davanter    | 2000-2010             | 320     | 171  |         |
| Gianluca Vialli      | Davanter    | 1992-1996             | 145     | 53   |         |
| Zinédine Zidane      | Migcampista | 1996-2001             | 214     | 31   |         |
| Dino Zoff            | Porter      | 1972-1983             | 476     | 0    |         |

Llegenda:

Jugador guanyador de la Copa del Món de Futbol essent futbolista de la Juventus.

 Jugador guanyador de l'Eurocopa essent futbolista de la Juventus.

 Jugador campió olímpic essent futbolista de la Juventus.

Jugador guanyador de la Pilota d'Or essent futbolista de la Juventus.

Jugador guanyador del FIFA World Player essent futbolista de la Juventus.
 (*) N.B. - El 14 de febrer de 2011 es concedí l'estrella a Edgar Davids en substitució de Zbigniew Boniek.